# Морвег
Морвег (њем. Moorweg) општина је у њемачкој савезној држави Доња Саксонија. Једно је од 19 општинских средишта округа Витмунд. Према процјени из 2010. у општини је живјело 899 становника. Посједује регионалну шифру (AGS) 3462008.

## Географски и демографски подаци
Морвег се налази у савезној држави Доња Саксонија у округу Витмунд. Општина се налази на надморској висини од 2 метра. Површина општине износи 18,6 km². У самом мјесту је, према процјени из 2010. године, живјело 899 становника. Просјечна густина становништва износи 48 становника/km².